# Liste von Vornamen/I
Diese Unterseite der Liste von Vornamen enthält Vornamen, die mit dem Buchstaben I beginnen.
Männliche Vornamen sind mit dem Symbol ♂ und weibliche Vornamen mit dem Symbol ♀ markiert.

## Ia–If
Iacopo ♂, 
Iago ♂, 
Iain ♂,
Ian ♂,
Ib ♂,
Ibadet ♀, 
Ibadete ♀, 
Iben ♀,
Ibrahim ♂, 
İbrahim ♂, 
Ibrahime ♀, 
Ibtisam ♀,
Ibykos ♂,
Icaro ♂, 
Icilio ♂, 
İclal ♀, 
Ida ♀,
Iddo ♂,
Idelma ♀, 
İdil ♀,
Idir ♂,
Idlir ♂, 
Ido ♂,
İdris ♂, 
Idrissa ♂,
Idriz ♂, 
Idrize ♀, 
Ieva ♀, 
Ifeanyi ♀♂,

## Ig–Ik
Iga ♀,
Igino ♂, 
Ignacas ♂, 
Ignacio ♂, 
Ignas ♂, 
Ignatas ♂, 
Ignaz ♂,
Ignazio ♂,
Igor ♂,
Igoris ♂,
Ihar ♂,
Ihor ♂,
İhsan ♂,
İkbal ♀, 
Ike ♂,
Iker ♂,
Ikutarō ♂, 

## Il
İlahe ♀, 
Ilan ♂,
Ilaria ♀,
Ilario ♂,
İlayda ♀, 
İlber ♂, 
Ilda ♀, 
Ildar ♂,
Ildefons ♂,
Ildefonso ♂, 
Ildegarda ♀, 
Ildegonda ♀, 
İldem ♀, 
Ildiko ♀,
Ileana ♀, 
Ilgaz ♀, 
Ilgın ♀, 
İlginay ♀, 
İlham ♂, 
İlhami ♂, 
İlhan ♂,
Ilia ♂,
Ilídio ♂,
Ilie ♂,
Ilio ♂, 
Ilir ♂, 
Ilira ♀, 
Ilire ♀, 
Iliresha ♀, 
Iliria ♀,
Ilirian ♂, 
Ilirjana ♀, 
Ilirjet ♂, 
Ilirjeta ♀, 
Ilja ♂,
Ilka ♀,
İlkan ♂, 
İlkay ♂♀,
İlke ♀, 
İlker ♂,
Ilkka ♂,
İlknur ♀, 
Ilko ♂,
Ilmar ♂,
Ilmari ♂,
Ilmārs ♂,
Ilnaja ♀, 
Ilona ♀,
Ilse ♀,
Ilyas ♂,
İlyas ♂,
Ilze ♀, 

## Im
Imantas ♂,
Imants ♂,
Imelda ♀,
Imerio ♂, 
Imhilde ♀,
İmihan ♀, 
Imir ♂, 
Imke ♀,
Imma ♀,
Immacolata ♀, 
Immanuel ♂,
Immo ♂,
Imogen ♀, 
Imran ♂,
İmran ♀♂,
Imre ♂,
İmren ♂♀, 
Imtiaz ♂, 

## In
Ina ♂♀,
Iñaki ♂,
Inamschon ♂,
İnan ♂♀,
İnanç ♂♀,
İnce ♂♀,
İnci ♀,
Incoronata ♀, 
India ♀, 
Indira ♀,
Indra ♂♀,
Indre ♀,
Indrė ♀, 
Indriði ♂,
Indrit ♂, 
Indro ♂, 
Ine ♀,
Ines ♀,
Inés ♀,
Inez ♀,
Inga ♀,
Ingar ♂♀,
Inge ♂♀,
Ingeborg ♀,
Ingeborga ♀, 
Ingeburg ♀,
Ingemar ♂,
Inger ♀,
Ingi ♂,
Ingmar ♂,
Ingo ♂,
Ingold ♂,
Ingolf ♂,
Ingólfur ♂,
Ingomar ♂,
Ingram ♂,
Ingrid ♀,
Ingrida ♀, 
Ingvar ♂,
Inigo ♂,
Iñigo ♂,
Íñigo ♂,
Inka ♀,
Inken ♀,
Inna ♀,
Innocente ♂, 
Innocenzo ♂, 
Innozenz ♂,
Insa ♀,
Inva ♀,
Iny ♀,

## Io–Iq
Ioan ♂,
Ioana ♀,
Iolanda ♀, 
Iolanta ♀,
Iole ♀, 
Ion ♂,
Iona ♀,
Ionel ♂,
Ionuț ♂,
İpek ♀, 
Ipolitas ♂, 
Ippazio ♂, 
Ippolita ♀, 
Ippolito ♂, 
Iqbal ♂,

## Ir
Ira ♂♀,
Iraçema ♀,
Irakli ♂,
Iratxe ♀,
İrem ♀,
İren ♂, 
Irena ♀,
Irenäus ♂,
Irene ♀,
Ireneo ♂, 
Irfan ♂,
İrfan ♂♀,
Iride ♀, 
Irina ♀,
Irio ♂,
Iris ♀,
Irma ♀,
Irmak ♂♀,
Irmantas ♂, 
Irmela ♀,
Irmgard ♀,
Irmin ♂♀,
Irmtraud ♀,
Irnerio ♂, 

## Is
Isa ♂♀,
İsa ♂, 
Isaak ♂,
Isabella ♀,
Isacco ♂, 
Isadora ♀, 
Isaiah ♂, 
Isalda ♀, 
Isang ♂, 
Isao ♂,
Isatou ♀,
İşcan ♂,
Iselin ♀,
Isengard ♀,
Ishak ♂,
İshak ♂,
Ishaq ♂,
Iside ♀, 
Isidor ♂,
Isidora ♀,
Isidore ♂,
Isidoro ♂, 
Işık ♂♀,
Işıl ♀, 
Isild ♀,
Işın ♂♀,
İskender ♂, 
Isla ♀, 
Ismail ♂,
İsmail ♂,
Ismar ♂,
Ismat ♂♀,
Ismet ♂,
İsmet ♂♀,
Îsmet ♂,
Ismigül ♀, 
İsmiye ♀, 
Ismo ♂,
Isolde ♀,
Isotta ♀,
Israel ♂,
Issa ♂♀,
Issam ♂,

## It–Iu
Italia ♀, 
Italo ♂,
Itamar ♂, 
Itır ♀, 
Itri ♂, 
Iurie ♂,

## Iv
Iva ♀,
Ivalo ♀,
Ivalu ♀,
Ivan ♂,
Iván ♂,
Ivana ♀,
Ivano ♂, 
Ivans ♂,
Ivar ♂,
Iven ♂,
Iveta ♀,
Ivete ♀,
Ivett ♀,
Ivetta ♀,
Ivette ♀,
Ivica ♂,
Iviša ♂,
Ivo ♂,
Ivona ♀,
Ivy ♀,

## Iw–Iz
Iwa ♀,
Iwajla ♀,
Iwajlo ♂,
Iwan ♂,
Iwar ♂,
Iwet ♀,
Iwona ♀,
Izaline ♀,
İzel ♀, 
Izumi ♂♀,
İzzet ♂,